# Лотар фон Арно де ла Пер'єр
Лотар фон Арно де ла Пер'єр (нім. Lothar von Arnauld de la Perière; 18 березня 1886, Позен, Пруссія — 24 лютого 1941, Ле-Бурже, Франція) — німецький морський офіцер, герой Першої світової війни, найрезультативніший підводник усіх часів, віце-адмірал крігсмаріне.
Старший брат Фрідріха фон Арно де ла Пер'єра.

## Походження
Рід Арно належав до французької аристократії. Його предок — 26-річний артилерист Жан-Габріель Арно, щоб не потрапити в Бастилію, змушений покинув Францію в 1757 році після дуелі з одним з родичів королівського роду Бурбонів. Король Фрідріх II тепло прийняв жителя півдня і Жан Арно продовжив службу в якості лейтенанта і командира добровольчого батальйону. Відмінно проявивши себе в Семирічній війні, Жан-Габріель Арно продовжив військову кар'єру і вийшов у відставку в званні бригадного генерала. На той час він був уже тричі одружений і був батьком 14-ти дітей. У сім'ї його дванадцятого сина народився дід майбутнього капітана.

## Біографія
Батько Лотара, Ойген Еміль Александер Валентін фон Арно де ла Пер'єр був суддею Державної Рахункової палати Пруссії, що відкривало його трьом синам шлях до військових училищ. З дитинства юнак виховувався в старих традиціях духу честі і слова. Гарне знання французької і англійської мов також стане невіддільною частиною його освіти, оскільки сім'я продовжувала пам'ятати своє коріння. Лотар фон Арно де ла Пер'єр почав свою кар'єру в Імператорських військово-морських силах Німеччини в 1903 році і почав свою службу на лінійних кораблях Kurfürst Friedrich Wilhelm, Schlesien, Schleswig-Holstein. У 1911—1913 роках він проходив службу в якості мінного офіцера на легкому крейсері Emden. Після початку Першої світової війни Арно де ла Пер'єр служив ад'ютантом адмірала Гуго фон Поля в Берліні і був вельми шанованим офіцером, оскільки був досить пунктуальним і чітко дотримувався всіх наказів, за що і цінувався командуванням.

### Перша світова війна
Після мобілізації успішно служив у військово-морській авіації. Він не був допущений до польотів і був переведений в підводний флот. Після проходження курсу навчання в місті Пула в 1915 році Лотар фон Арно де ла Пер'єр вирушає на поїзді на Середземноморський театр військових дій і отримав під своє командування підводний човен U-35 типу U-31, змінивши на цій посаді Вальдемара Копгамеля. Проходячи службу на U-35 Арно зробив 14 бойових походів, потопив 189 суден водотоннажністю 446 708 брт. При цьому він завжди діяв в рамках призового права: судно зупинялося попереджувальним пострілом, оглядалось на наявність заборонених вантажів, весь екіпаж евакуювався на шлюпках в напрямку берега, а судно йшло на дно в результаті вогню артилерії або підриву спеціальними зарядами. Арно завжди розумно підходив до прийняття рішень, особливо якщо вони стосувалися людських життів, що сильно відрізняло його від інших німецьких офіцерів того часу. Його дії принесли йому повагу з боку британців, і фон Арно, на відміну від багатьох менш результативних своїх колег, не був включений Великою Британією в список військових злочинців. У Великій Британії чітко оцінювали всі дії Арно, в багатьох ситуаціях він виявляв людяність і не давав волю емоціям. 21 червня 1916 року U-35 здійснила візит до іспанську Картахену, де фон Арно передав королю Іспанії дону Альфонсо лист від німецького імператора Вільгельма з вдячністю за гуманне ставлення до німецьких біженців. У травні 1918 року фон Арно відбув на поїзді на нове місце служби і, як один з результативних і досвідчених підводників німецького флоту, отримав сучасний крейсерський човен U-139, на якому потопив ще 5 суден сумарною водотоннажністю 7 008 брт.

### Мирний час
Після завершення війни фон Арно залишився в жорстко поріділих рядах рейхсмаріне. У 1920-х роках проходив службу штурманським офіцером на броненосцях Hannover і Elsass, а також здійснював закордонні походи в якості капітана новітнього німецького крейсера Emden. 1931 року вийшов у відставку. C 1932 по 1938 рік пропрацював викладачем у військово-морській академії в Туреччині, де здобув величезний досвід. Курсанти дуже високо цінували Арно і вважали величезною честю навчатися в настільки відомого офіцера.

### Друга світова війна
У 1939 році Лотар фон Арно де ла Пер'єр знову покликаний на військову службу. З березня 1940 року він служив морським комендантом Данцига, поки його не направили на посаду морського коменданта в Бельгію і Нідерланди. Арно став комендантом Бретані, а потім і всього західного французького узбережжя, що тягло за собою величезну відповідальність і вимагало великого досвіду, який у нього був завдяки насиченому військовому минулому. Однак незабаром Арно загинув в авіакатастрофі: 24 лютого 1941 року літак, на якому фон Арно летів на переговори з урядом Віші, розбився незабаром після зльоту з аеродрому в Ле-Бурже, причини авіакатастрофи так і не були оприлюднені. Знаменитий підводник був похований в Берліні на дуже старовинному кладовищі Інваліденфрідгоф, на якому спочивають багато відомих німецьких військові діячі. Надгробок зберігся дотепер.

## Досягнення
- Потопив 193 транспортних судна сумарною водотоннажністю 453 369 брт.
- Потопив 2 військових кораблі сумарною водотоннажністю 2 500 брт.
- Пошкодив 8 суден сумарною водотоннажністю 34 312 брт.

Досягнення фон Арно досі не перевершили.

## Нагороди[3]
- Орден Корони 4-го класу (26 березня 1917)
- Залізний Хрест 2-го і 1-го класу
- Лицарський хрест королівсьвого ордена дому Гогенцоллернів з мечами (11 вересня 1916)
- Pour le mérite (11 жовтня 1916)
- Ганзейський Хрест (Гамбург)
- Лицар ордена Залізної Корони 3-го ступеня з військовою відзнакою (Австро-Угорщина)
- Хрест «За військові заслуги» 3-го класу з військовою відзнакою (Австро-Угорщина)
- Срібна медаль «Ліакат» з мечами (Османська імперія)
- Військова медаль (Османська імперія)
- Орден Леопольда (Австро-Угорщина), лицарський хрест з військовою відзнакою (29 квітня 1918)
- Нагрудний знак підводника (1918)
- Хрест «За вислугу років» (Пруссія)

- Німецький імперський спортивний знак[4]
- Почесний хрест ветерана війни з мечами
- Медаль «За вислугу років у Вермахті» 4-го, 3-го, 2-го і 1-го класу (25 років)

- Застібка до Залізного хреста 2-го класу[4]
- Хрест Воєнних заслуг 2-го класу з мечами[4]